# Hygiène de l'assassin
Cet article concerne le roman écrit par Amélie Nothomb. Pour film réalisé par François Ruggieri, voir Hygiène de l'assassin.

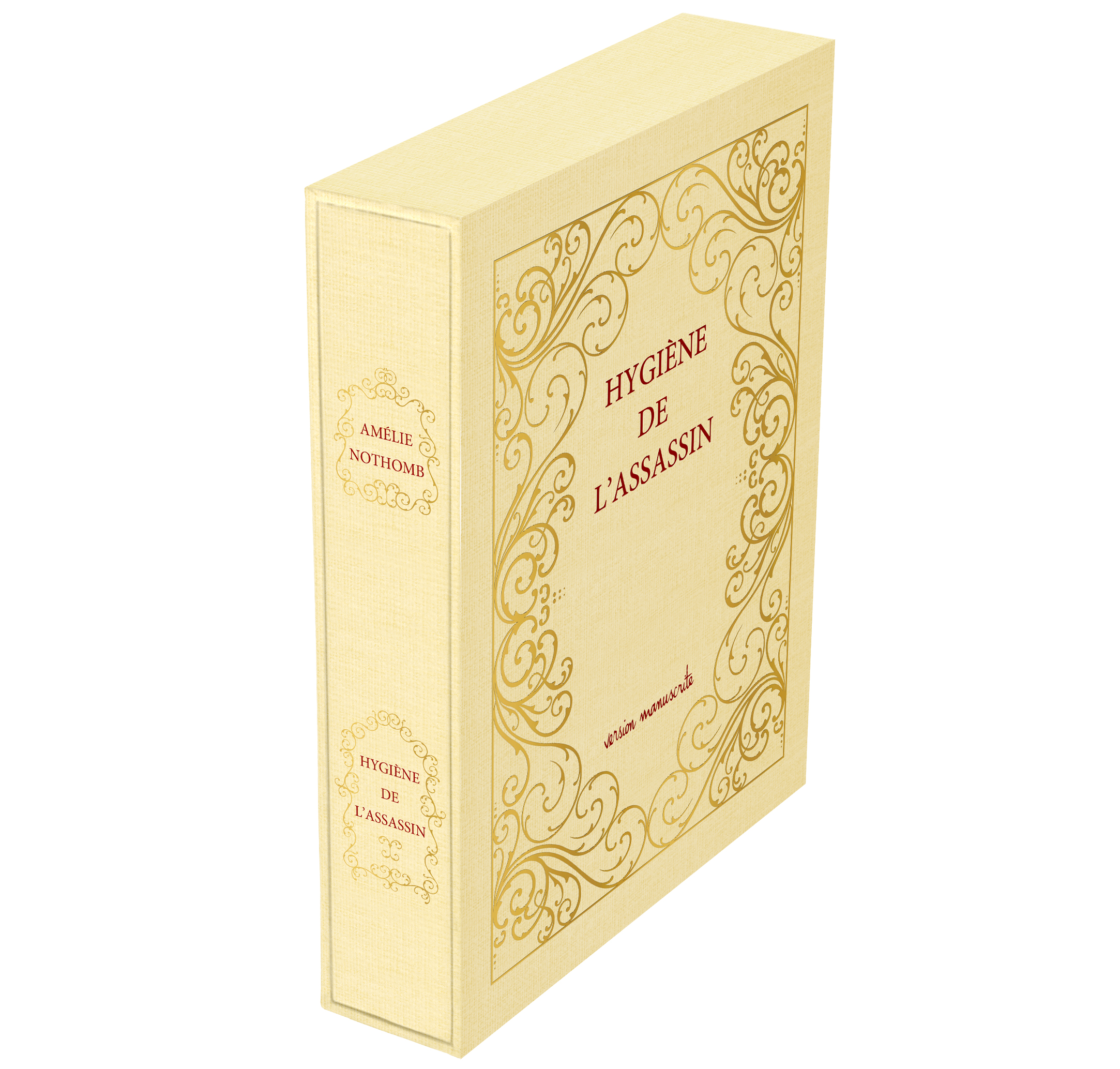

Hygiène de l’assassin est le premier roman d’Amélie Nothomb, publié en 1992 chez Albin Michel. Le roman est composé presque exclusivement de dialogues.

## Résumé
Le célèbre romancier Prétextat Tach est atteint du syndrome d’« Elzenveiverplatz », cancer des cartilages (il s’agit d’un nom de syndrome imaginaire, inventé par l’auteur), et n’a plus que deux mois à vivre. Aussitôt, nombre de journalistes s’empressent de recueillir auprès de Tach le témoignage qui tiendra lieu de scoop. Mais après les premières interviews, le lecteur s’aperçoit que Tach est un obèse mâtiné d’un misanthrope de la pire espèce, acerbe, intolérant, provocateur et misogyne, qui ne supporte en rien les questions qui lui sont posées sur sa vie privée et pousse l’audace jusqu’à diriger lui-même les débats et enfoncer ses victimes de la presse dans une mare d’écœurement. Ainsi, tous les entretiens tournent court, laissant sur leur faim les candidats au scoop, jusqu’à ce qu’une personne inconnue des précédents s’impose à son tour comme l’hôte d’infortune du romancier.

## Personnages
Il y a seulement trois personnages principaux : Prétextat Tach, Nina et Léopoldine.
Plusieurs journalistes apparaissent.

## Manuscrit
À l'occasion du vingtième anniversaire de la publication du roman, le manuscrit est publié en septembre 2012 par les éditions Saints Pères dans une version numérotée.

## Réception
Le roman a obtenu en 1993 le prix René-Fallet et le prix Alain-Fournier.

## Adaptation

### Cinéma
- Adapté pour le cinéma par François Ruggieri en 1999.
- Acteurs
  - Jean Yanne : Prétextat Tach
  - Barbara Schulz : Nina
  - Catherine Hiegel : Catherine
  - Sophie Broustal : Papillon
  - Éric Prat : Le Pain
  - Richard Gotainer : La Brosse

- Différence entre le roman et le film : le film supprime tout le chapitre où les quatre journalistes se font chasser par l’écrivain et ajoute une enquête avec des policiers. Prétextat Tach apparaît moins écœurant que dans le livre. Un personnage, laissé bel et bien mort dans le roman, a survécu dans l’intrigue du film.

### Théâtre
- Adaptation de Benjamin Sire, dans une mise en scène de Gérard Desarthe, montée en mars 1994 au Théâtre de Vidy-Lausanne, puis à la maison de la Culture de Bobigny[3].

- Adaptation de Pascal Lissillour, dans une mise en scène de Didier Long, montée en novembre 1997 au petit théâtre de Paris[4], distinguée par trois nominations aux Molière 1998.
  - Acteurs : Jean-Claude Dreyfus (Prétextat Tach) et Nathalie Cerda (Nina).

- Au théâtre « Le Public » de Bruxelles en 2008
  - Mise en scène de Pierre Santini
  - Acteurs : Daniel Hanssens (Prétextat Tach), Valérie Marchant (Nina) et Vincent Lecuyer.

### Opéra
En 1995, Daniel Schell a réalisé un opéra, écrivant le livret et la musique.

## Livre audio
- Amélie Nothomb, Hygiène de l'assassin, Paris, éd. Audiolib, 7 novembre 2012 (ISBN 978-2-35641-499-1, BNF 42781914).Narratrice : Guila Clara Kessous ; suivi d'un entretien inédit avec l'auteur ; support : 1 disque compact audio MP3 ; durée : 6 h 20 min ; référence éditeur : Audiolib 25 0572 5.